# 长兴镇 (上海市)
长兴镇，是中华人民共和国上海市崇明区下辖的一个乡级行政区。面积88.54平方公里。户籍人口4.04万人（2008年）。

## 行政区划
长兴岛全岛是长兴镇辖区，但岛上在1950年代设立的国营农场——前卫农场本身是一个类似乡级单位。长兴镇前身是長興鄉，2009年10月，長興鄉改為长兴镇。长兴镇下辖以下居委会及村委会：
凤凰居委会、圆沙居委会、前卫新村居委会、海星村村委会、新建村村委会、合心村村委会、鼎丰村村委会、跃进村村委会、大兴村村委会、农建村村委会、圆东村村委会、同心村村委会、庆丰村村委会、长明村村委会、丰产村村委会、新港村村委会、先进村村委会、北兴村村委会、红星村村委会、团结村村委会、建新村村委会、石沙村村委会、先丰村村委会、光荣村村委会、长征村村委会、潘石村村委会、创建村村委会。

## 文物古迹
长兴镇境内共有5处不可移动文物被列入崇明区文物保护点。
| 登记编号           | 名称           | 年代           | 地址                 | 照片 |
| ------------------ | -------------- | -------------- | -------------------- | ---- |
| 310230805200000013 | 潘石水闸       | 中华人民共和国 | 潘石村               |      |
| 310230805200000038 | 长兴跃进水闸   | 中华人民共和国 | 同心村               |      |
| 310230805200000067 | 元沙水闸       | 中华人民共和国 | 元沙村               |      |
| 310230805190000125 | 天主教长兴堂   | 中华人民共和国 | 先进村潘圆公路1650号 |      |
| 310230805200000128 | 长兴镇军事碉堡 | 中华人民共和国 | 长明村               |      |